# Mont Almirante Nieto
Le mont Almirante Nieto (en espagnol : monte Almirante Nieto) est une montagne située dans le massif del Paine, à l'intérieur du parc national Torres del Paine, en Patagonie chilienne. Administrativement, il est situé dans la XIIe région de Magallanes et de l'Antarctique chilien et à la province de Última Esperanza.

## Toponymie
Le mont Almirante Nieto est baptisé par Hans Teufel et Stefan Zuck en 1937. Il existe plusieurs théories permettant d'expliquer le choix de ce nom. L'une d'elles laisse penser que les Allemands ont nommé le mont d'après la personne qui a intercédé en leur faveur pour l'obtention du permis d'escalade leur ayant permis d'entreprendre cette aventure. La seconde veut que M. Nieto aurait aidé ces grimpeurs à atteindre la région. Enfin, en 1898 Francisco Nieto Gallegos, amiral de la Marine chilienne, aurait remonté le seno Última Esperanza puis le río Serrano jusqu'à apercevoir le massif del Peine. Il aurait ainsi été le premier à photographier ce massif. En outre, ce sommet est aussi appelé Paine Chico et/ou Paine Este.

## Géographie
Situé à l'extrémité sud-est du massif, le mont Almirante Nieto comporte deux sommets : l'un à l'est (le plus élevé) et l'autre à l'ouest, caractérisé par une grande paroi de granite orientée à l'ouest. À proximité immédiate s'élèvent les Torres del Paine, au nord, et les Cuernos del Paine (Máscara, Hoja et Espada), à l'ouest.

## Histoire
Les premières récits d'ascensions dans la région de la cordillère de Patagonie figurent dans les écrits du prêtre salésien Alberto María De Agostini, qui rapporte la présence, en 1931 et en 1937, dans le massif del Paine, du docteur allemand Gustavo Fester, qui est accompagné lors de l'expédition de 1937 d'autres alpinistes. À cette occasion, Hans Teufel et Stefan Zuck, membres du Club alpin de Bavière, parviennent à atteindre le sommet oriental, parcourent la crête nord-est.